# وانیا گشوا-تسوتکووا
وانیا گشوا-تسوتکووا (بلغاری: Ваня Гешева-Цветкова؛ زادهٔ ۶ آوریل ۱۹۶۰) قایقران کانو اهل بلغارستان بود.